# مجمع وقلعة جلالي
مجمع وقلعة جلالي (بالفارسية: مجموعه قلعه جلالی ویخچال‌های مجاور) هي مجمع وقلعة وثلاجة تاريخية تعود إلى عصر الدولة السلجوقية، وتقع في كاشان.